# Целомудрие (роман)
«Целому́дрие» — роман советского писателя Н. А. Крашенинникова.

## Сюжет

### Книга первая. Детство
Девятилетний Павлик Ленев впервые приезжает в деревню, в дедушкин дом, из Москвы. Их с его матерью Лизой (Елизаветой Николаевной Леневой) встречает тётка Анфиса, «Анфа». Дедушка контужен на войне и маловменяем. Во дворе Павлик встречает «рябую» 12-летнюю Пашку, дочь Аксены-солдатки. Через три дня в лесу Павлик встречает Федю, «божьего старца». Через некоторое время приезжает дядя Евгений, офицер, с знакомой — Антониной Эрастовной. Он слегка заигрывает с дворовой девчонкой Глашкой. Павлик идёт учиться в школу к Ксении Григорьевне, в школе также преподает её муж, Петр Евграфович.
Вечером в сад приходит Пашка, предлагает Павлику поиграть «в лавку» — понарошку покупать и продавать разную мелочь. Потом она предлагает ему «побороться»; это не нравится Павлику, и он уходит. На следующий день они организовали лавку у вяза; устав, Пашка предлагает прилечь отдохнуть, и постоянно пододвигается к Павлику поближе, предлагая поиграть «в мужа и жену». Павлик говорит, что никогда не женится, и с отвращением отодвигается. На следующий день они вновь играют в лавку; Пашка спрашивает: «А ты знаешь, как люди родятся?», и, получив отрицательный ответ, рассказывает о родах своей матери (когда родился её младший брат) — у неё «живот раскрылся». Павлик потрясён; он убегает, и, ошарашенный, размышляет: «Подумать только, какая мерзость! У человека раскрывается живот и выходит ребёнок». Он спрашивает у матери про «котёнкины яйца» — он видел, что у кур из яиц рождаются цыплята, и предположил, что котята появляются так же. Но мать обещает рассказать о появлении детей потом. Через несколько дней дети вновь встречаются; Пашка сообщает, что не наврала. Павлик пугается, что его живот тоже может раскрыться, что вызывает веселье Пашки, которая объясняет, что рожать могут только женщины. Павлик не понимает, в чём же разница между мужчиной и женщиной; Пашка не хочет отвечать, но потом говорит: «Ты посмотри-ка на мою грудь, — ты видишь разницу? А это для того, чтобы могла я кормить, чего не можешь ты…». Пашка рассказывает о родах, и в кульминационный момент Павлик не выдерживает, даёт ей пощёчину и убегает. Два дня после этого у Павлика жар; наконец, они с Пашкой встречаются, и она рассказывает ему, что дети появляются от любви; внезапно она спрашивает, умеет ли Павлик целоваться и целует его взасос. Она говорит, что этому «и не только» её научил «кадет из Ольховки», научившийся этому в свою очередь от «этаких женщин».
К Павлику приехал из имения дальний родственник, 13-летний кадет Гриша Ольховский, с матерью и 9-летней кузиной Линой, которая нравится Павлику. Павлик узнаёт, что Гриша раздевает куклу Лины, а иногда — и саму Лину. Дети играют в корабль; подсматривающая за ними Пашка узнаёт Гришу — «это и есть тот кадет из Ольховки, от которого я всему научилась!» — говорит она. Павлик рассказывает Лине занимательные истории, она целует его в щеку. Ночью Павлик неожиданно вспоминает о словах Пашки; он будит Гришу, они выходят в сад, Павлик спрашивает о Пашке, о том, занимались ли они «стыдным». Гриша говорит, что «на ять эту девчонку обработал», Павлик бьёт его веткой по лицу несколько раз, и кадет убегает в дом. Утром гости уезжают, Павлик плачет по Лине.
Павлик и Пашка смотрят на роды коровы. Павлика отправляют в город на учение — мать решает, что в сельской школе скучно, а в городе образование лучше. Барский дом обокрали; приехавший с прогулки дядя Евгений спокоен. Павлик случайно видит дядю с замужней учительницей Ксенией Григорьевной, и понимает, что они любят друг друга. Павлик размышляет о лжи и неверности. Утром Павлик приходит к дяде Евгению, чтобы вернуть подарок — серебряный кинжал, и видит, что у того на коленях сидит Глашка. Павлик потрясён — это уже сразу третья женщина.
Павлика увозят в город, к Ольховским — он будет жить у них во время обучения в гимназии. 

## Критика
Писатель В. А. Солоухин считает роман автобиографическим; в нём сделан акцент на «отношения человеческой души как с телесной обточкой, так и с внешним миром вообще, с окружением, обстановкой, в которой человек живёт, с обществом, которое тоже ведь диктует свои законы». Сквозной мотив тетралогии — постепенное пробуждение плотской любви и чувственности, однако «само название книги говорит о бережном, сверхбережном обращении со столь сложной и загадочной материей, каковую люди зовут любовью…».